# هوراس هولدن
هوراس هولدن (بالإنجليزية: Horace Holden)‏ هو راكب الكنو أمريكي، ولد في 24 مايو 1963.

## وصلات خارجية
- هوراس هولدن على موقع أوليمبيديا (الإنجليزية)